# Holopercna
Holopercna is een geslacht van rechtvleugeligen uit de familie veldsprinkhanen (Acrididae). De wetenschappelijke naam van dit geslacht is voor het eerst geldig gepubliceerd in 1891 door Karsch.

## Soorten
Het geslacht Holopercna  is monotypisch en omvat slechts de volgende soort:
- Holopercna gerstaeckerii (Bolívar, 1890)